# Fabrizio Rongione
Fabrizio Rongione (Bruxelles, 3 marzo 1973) è un attore e produttore cinematografico belga naturalizzato italiano.

## Biografia
Di origini italiane, è perfettamente bilingue in italiano e francese.
La sua carriera inizia quando i fratelli Dardenne gli offrono il ruolo di Riquet nel loro primo grande successo di pubblico, Rosetta, Palma d'oro al Festival di Cannes 1999. Da allora Rongione è diventato un attore feticcio dei cineasti belgi, che lo hanno diretto in L'Enfant - Una storia d'amore, Il matrimonio di Lorna, Il ragazzo con la bicicletta, Due giorni, una notte e La ragazza senza nome.
Il suo talento ha presto oltrepassato i confini belgi: egli ha recitato in produzioni cinematografiche, televisive e teatrali in Francia e in Italia. Attualmente lavora dividendosi tra il Belgio, la Francia e l'Italia.
Coautore di due one man show con Samuel Tilman, ha proseguito la sua passione per la scrittura associandosi a Eklektik Productions, una società di produzione con sede a Bruxelles.
Nel 2002 ha ricevuto il premio Seul en scène durante il Prix du Théâtre, un importante festival belga legato al teatro.
Nel 2005 ha fondato con Nicolas de Borman, Samuel Tilman, Louis Philippe-Mamertin e Stéphane Heymans la casa di produzione di Bruxelles Eklektik Productions che sviluppa le sue attività nel settore della produzione di film (fiction, documentari, animazione) e del teatro.
Nel 2013 e nel 2014 ha condotto la terza e la quarta edizione dei Premi Magritte, il prestigioso riconoscimento del cinema belga.

## Filmografia

### Cinema

#### Attore
- Rosetta, regia di Jean-Pierre e Luc Dardenne (1999)
- Le Troisième Œil, regia di Christophe Fraipont (2002)
- Le parole di mio padre, regia di Francesca Comencini (2001)
- Ne fais pas ça, regia di Luc Bondy (2004)
- Nema problema, regia di Giancarlo Bocchi (2004)
- Tartarughe sul dorso, regia di Stefano Pasetto (2004)
- L'Enfant - Una storia d'amore (L'Enfant), regia di Jean-Pierre e Luc Dardenne (2005)
- Fratelli di sangue, regia di Davide Sordella (2006)
- Ça rend heureux, regia di Joachim Lafosse (2007)
- Le Dernier Gang, regia di Ariel Zeitoun (2007)
- Il matrimonio di Lorna (Le Silence de Lorna), regia di Jean-Pierre e Luc Dardenne (2008)
- Passe-passe, regia di Tonie Marshall (2008)
- Il nostro messia, regia di Claudio Serughetti (2008)
- Lionel, regia di Mohamed Soudani (2009)
- L'altro uomo, regia di Emiliano Corapi (2009)
- La prima linea, regia di Renato De Maria (2009)
- Il ragazzo con la bicicletta (Le Gamin au vélo), regia di Jean-Pierre e Luc Dardenne (2011)
- Ombline, regia di Stéphane Cazes (2012)
- Diaz - Don't Clean Up This Blood, regia di Daniele Vicari (2012)
- Sulla strada di casa, regia di Emiliano Corapi (2012)
- L'Œil de l'astronome, regia di Stan Neumann (2012)
- Une chanson pour ma mère, regia di Joël Franka (2013)
- La religiosa (La Religieuse), regia di Guillaume Nicloux (2013)
- Violette, regia di Martin Provost (2013)
- La Sapienza, regia di Eugène Green (2014)
- Due giorni, una notte (Deux jours, une nuit), regia di Jean-Pierre e Luc Dardenne (2014)
- La ragazza senza nome (La Fille inconnue), regia di Jean-Pierre e Luc Dardenne (2016)
- I figli della notte, regia di Andrea De Sica (2017)
- Il primo re, regia di Matteo Rovere (2019)
- L'amore a domicilio, regia di Emiliano Corapi (2019)
- Il caso Pantani - L'omicidio di un campione, regia di Domenico Ciolfi (2020)
- Rosa pietra stella, regia di Marcello Sannino (2020)
- L'incredibile storia dell'Isola delle Rose, regia di Sydney Sibilia (2020)
- La scelta di Anne - L'Événement (L'Événement), regia di Audrey Diwan (2021)
- Azor, regia di Andreas Fontana (2021)
- Piove, regia di Paolo Strippoli (2022)
- Orlando, regia di Daniele Vicari (2022)
- Il ritorno, regia di Stefano Chiantini (2022)
- L'ordine del tempo, regia di Liliana Cavani (2023)
- Amal, regia di Jawad Rhalib (2023)
- Le Déluge - Gli ultimi giorni di Maria Antonietta, regia di Gianluca Jodice (2024)
- Il complottista, regia di Valerio Ferrara (2024)
- L'origine del mondo, regia di Rossella Inglese (2024)

#### Sceneggiatore
- Ça rend heureux, regia di Joachim Lafosse (2007)

### Televisione
- Mafiosa - Le clan - serie TV, 16 episodi (2006-2007)
- Un village français - serie TV, 48 episodi (2008-2013)
- Il Gattopardo – miniserie TV, episodio 5 (2025)